# 身體完整性
身體完整性（英語：Bodily integrity），一個法律、倫理及哲學術語，意謂著人類的身體是不可以侵犯的。這個概念強調個人自主權的重要，認為人類對於他們自身擁有的肉體擁有自己決定的自主權力。不合倫理原則的侵犯、侵入，或是違反法律的侵犯，都違反了身體完整性的原則。在刑法上的傷害罪、謀殺、性侵犯，以及於社會上、墮胎等議題上，都經常討論到這個原則。